# Pljevlja
Pljevlja (srbsky Пљевља, turecky Taşlıca) je město v severní části Černé Hory. Je centrem stejnojmenné opštiny s 21 337 obyvateli, která je tvořena 153 sídelními jednotkami. Se svou rozlohou 1,346 km2 se jedná o třetí největší černohorskou opštinu. Nachází se v historických regionech Sandžak, resp. Stará Hercegovina. Samotné město je soustředěno v pljevaljské kotlině na řece Ćehotině, v jednom z mála příkladů rovinaté krajiny v převážně hornatém okolí.

## Název
V srbském/černohorském jazyce je název pomnožný, tj. ta/ty Pljevlja.

## Historie
Samotné město bylo založeno Římany v 1. století na místě zničeného illyrského města. Jediný doklad o jeho názvu je záznam Municipium S. Na místě, kde se mělo nacházet, byla během archeologického průzkumu v 70. letech 20. století nalezena římská nekropole.
Po příchodu Slovanů v 6. století zde bylo založeno město Breznik (Breznica). První písemná zmínka o tomto městě pochází z roku 822, později se ještě objevují další zmínky po roce 1200. Po pádu říše cara Dušana oblast spravoval Vojislav Vojinović a poté také Nikola Altmanović.
Název Pljevlja pak pochází ze 14. století. Město bylo součástí Osmanské říše od středověku, připomínáno je také roku 1430. Podle prvních tureckých záznamů ze 70. let 15. století zde bylo evidováno obyvatelstvo pravoslavné víry v počtu 101 domácností. Z malé obce vznikla později kasaba, menší turecké město, nicméně bez pevnosti, které byly pro region typické a byly budovány pro případ vzpour nebo náhlých protiútoků křesťanských států ze severu. V 16. století zde stál zájezdní hostinec (karavanseraj). Přítomno bylo vojsko, stálo zde několik stovek domů.
Roku 1818 zde došlo k mohutnému výbuchu střelného prachu, který zničil historický střed města (srbsky čaršija).
V roce 1875 zde došlo k neúspěšnému rozsáhlému povstání (Hercegovské povstání). Po něm se řada místních obyvatel vystěhovala směrem na sever do údolí Driny na území dnešního Srbska.
Po Berlínském kongresu sice zůstalo součástí Turecka oficiálně i nadále, umístěna zde však byla i Rakousko-uherská armáda. Příchod zhruba pěti tisíců vojáků znamenal impulz pro modernizaci obce; postaven byl moderní obchod a nemocnice. Zdravotnické zařízení ale v Pljevlji popsal poprvé již turecký cestopisec Evlija Čelebi v roce 1664. Turci zde ustanovili centrum tzv. Plevaljského sandžaku. V roce 1908 Rakušané v souvislosti s tzv. Anekční krizí odešli a město bylo z hlediska osmanské správy začleněno pod Kosovský vilájet.
Během první balkánské války město bránily turecké jednotky původem ze Sjenice. Černohorské vojsko město obsadilo dne 27. října 1912, srbské vojsko dorazilo 15. května 1913. V této době zde žilo něco okolo šestnácti tisíc obyvatel.[zdroj?] Po První balkánské válce se stalo součástí Černé Hory a později Jugoslávie. Nástup nových národních států přiměl řadu místního obyvatelstva především muslimské víry k emigraci a odchodu do zmenšeného Turecka.
Za první světové války město obsadila na podzim 1914 rakousko-uherská armáda. Okolo osmi set místních vojáků v konfliktu padlo. Město bylo osvobozeno po prolomení soluňské fronty v závěru října 1918.
V roce 1935 byla do města otevřena moderní silnice a položen byl základní kámen první tepelné elektrárny (kterou později nahradila modernější). O rok později byl do města zaveden elektrický proud. Z města také v této době pocházel vysoký počet branců do jugoslávské armády.
V roce 1943 se zde uskutečnilo jednání Zemské antifašistické rady lidového osvobození Sandžaku (ZAVNOS).
Po druhé světové válce zde vycházely jediné regionální noviny, a to Pljevaljske Novine. Pro komunistickou vládu však mělo město význam především z ekonomického hlediska. V období rapidní industrializace a výstavby, která byla realizována prostřednictvím pětiletého plánu, zde bylo rozhodnuto o těžbě uhlí. Důl byl slavnostně otevřen roku 1952.
V roce 1982 byla otevřena uhelná elektrárna v blízkosti města, která se stala největším výrobcem elektrické energie v Černé Hoře.

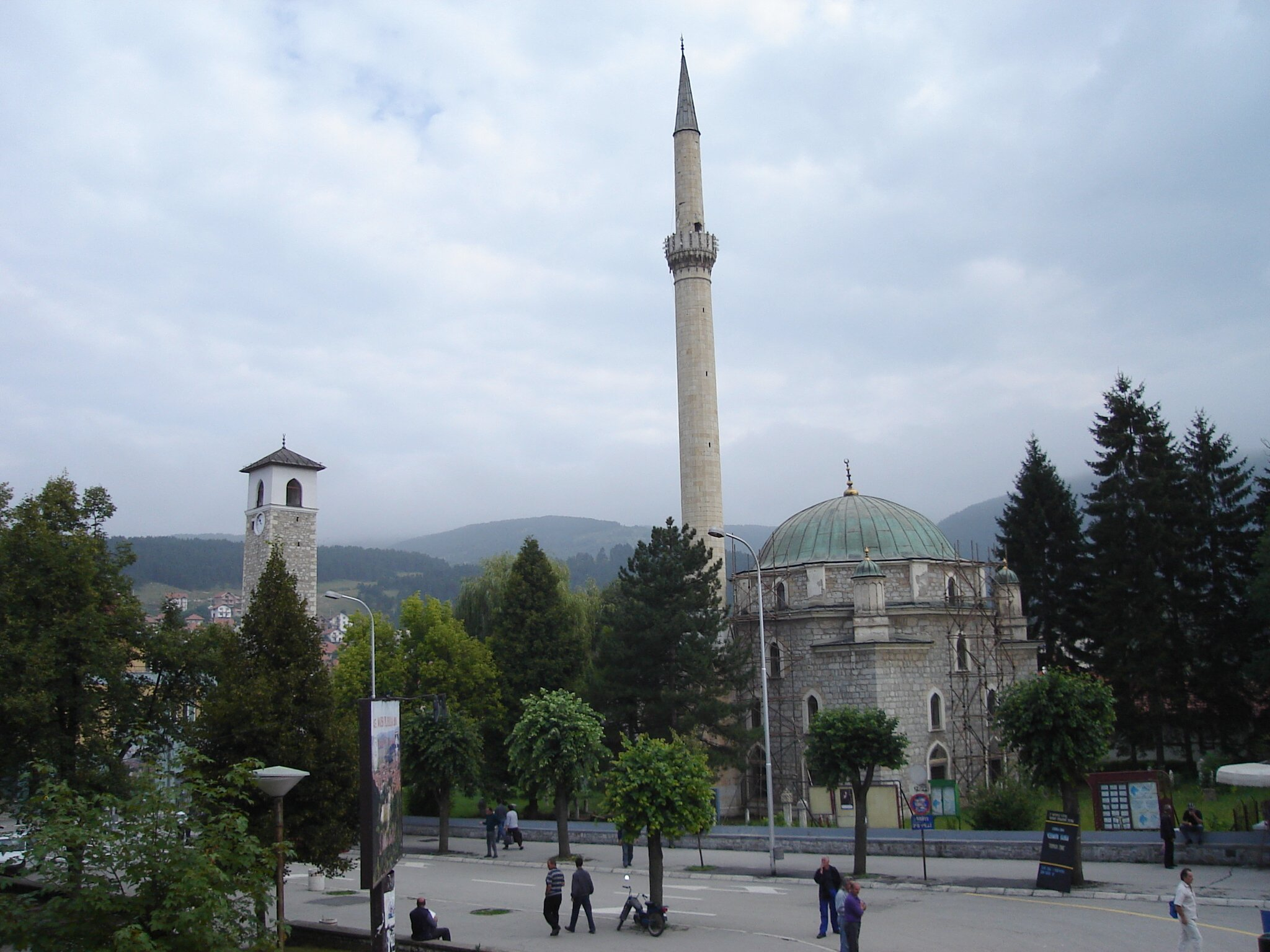
Centrum města
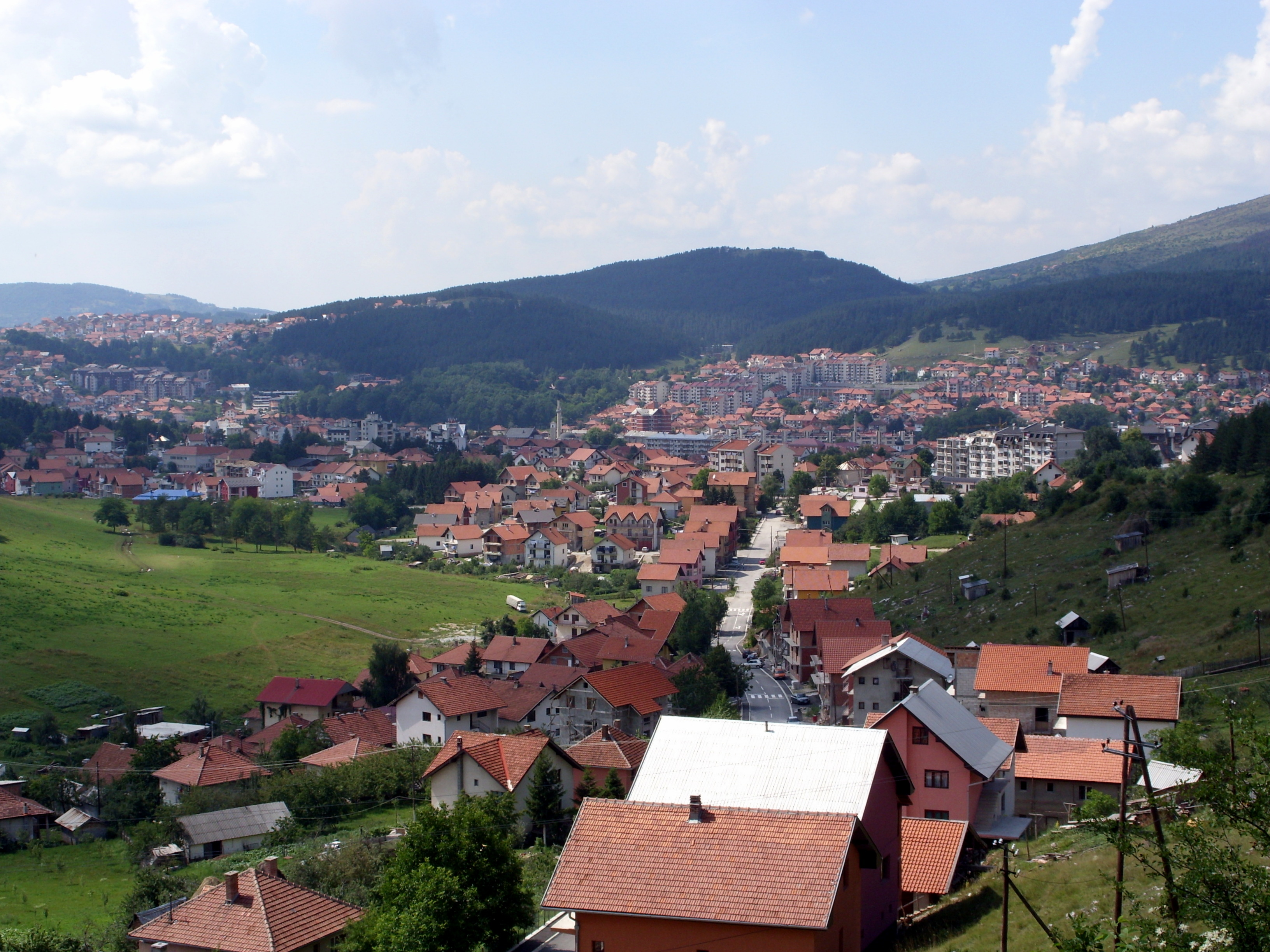
Pohled na město
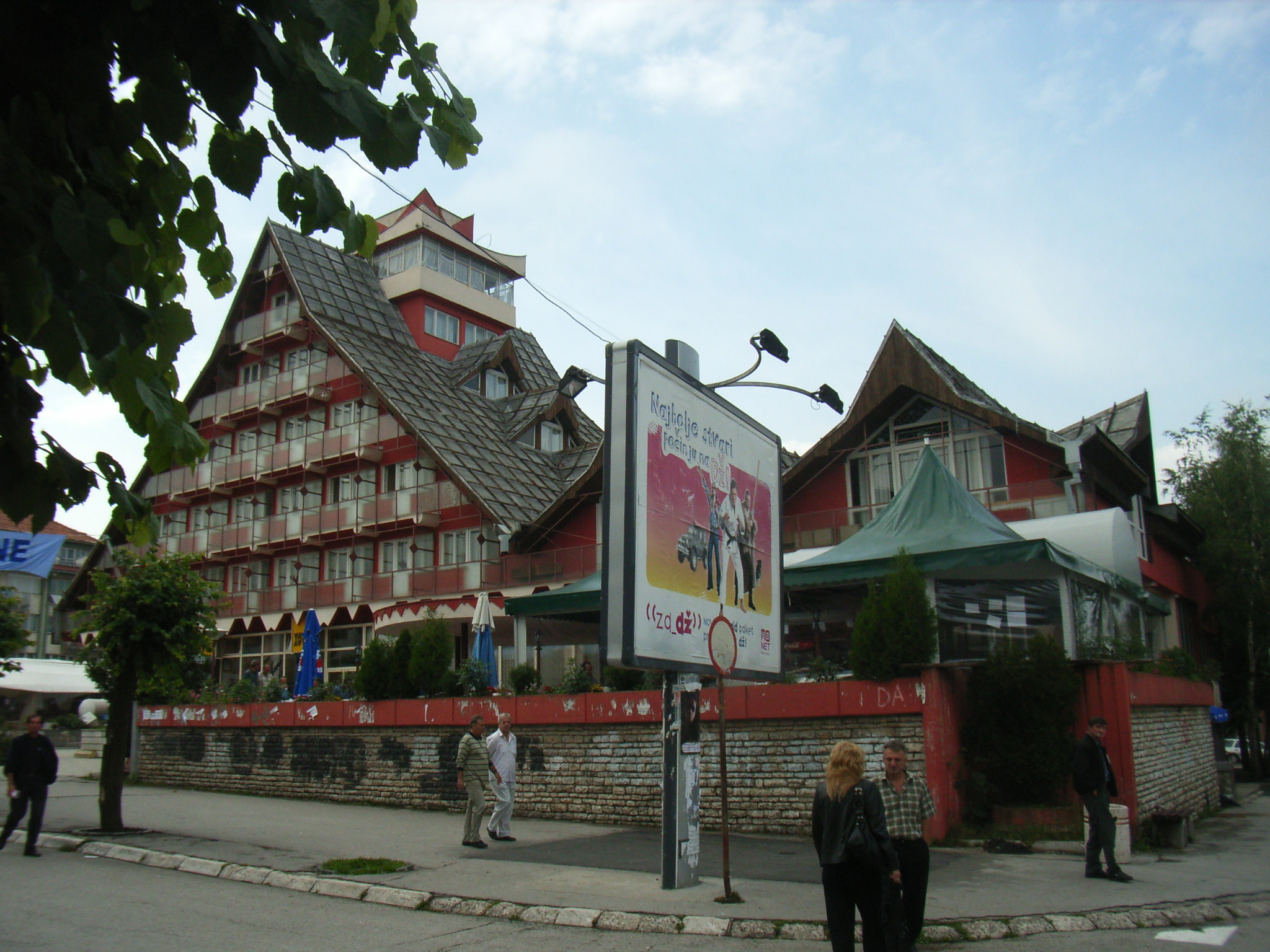
Hotel ve středu města
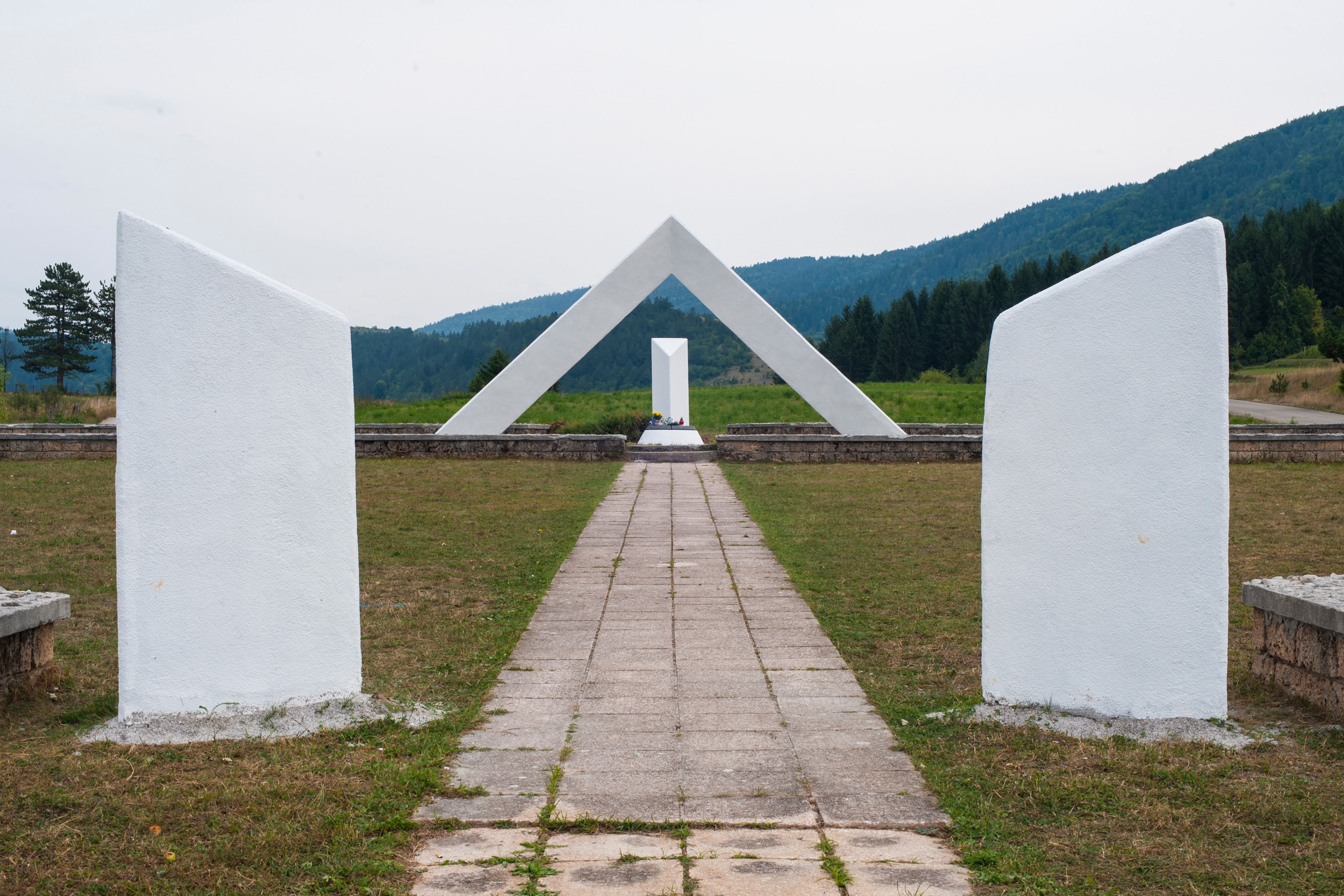
Památník italské partyzánské divize Garibaldi.
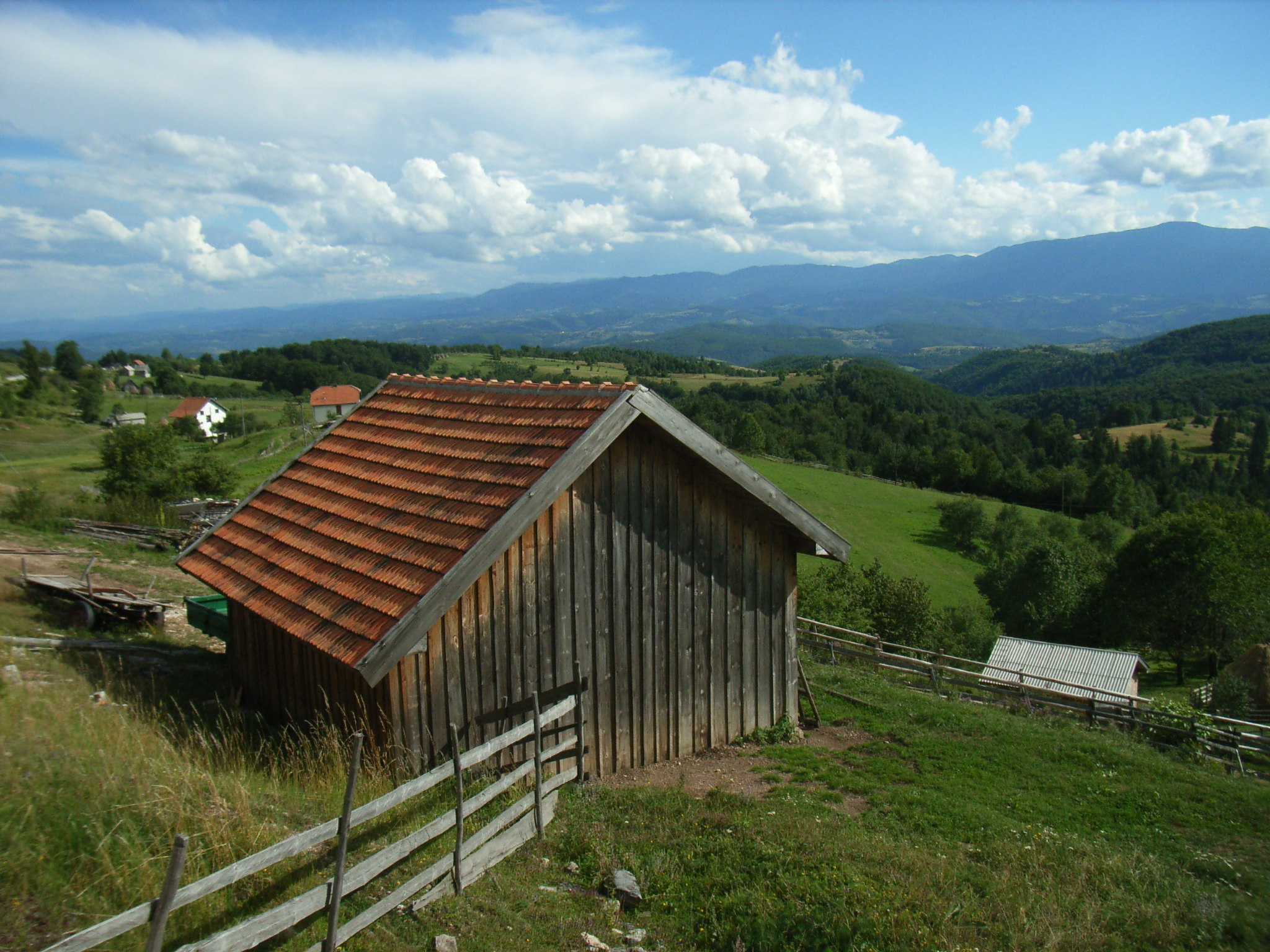
Krajina v okolí města
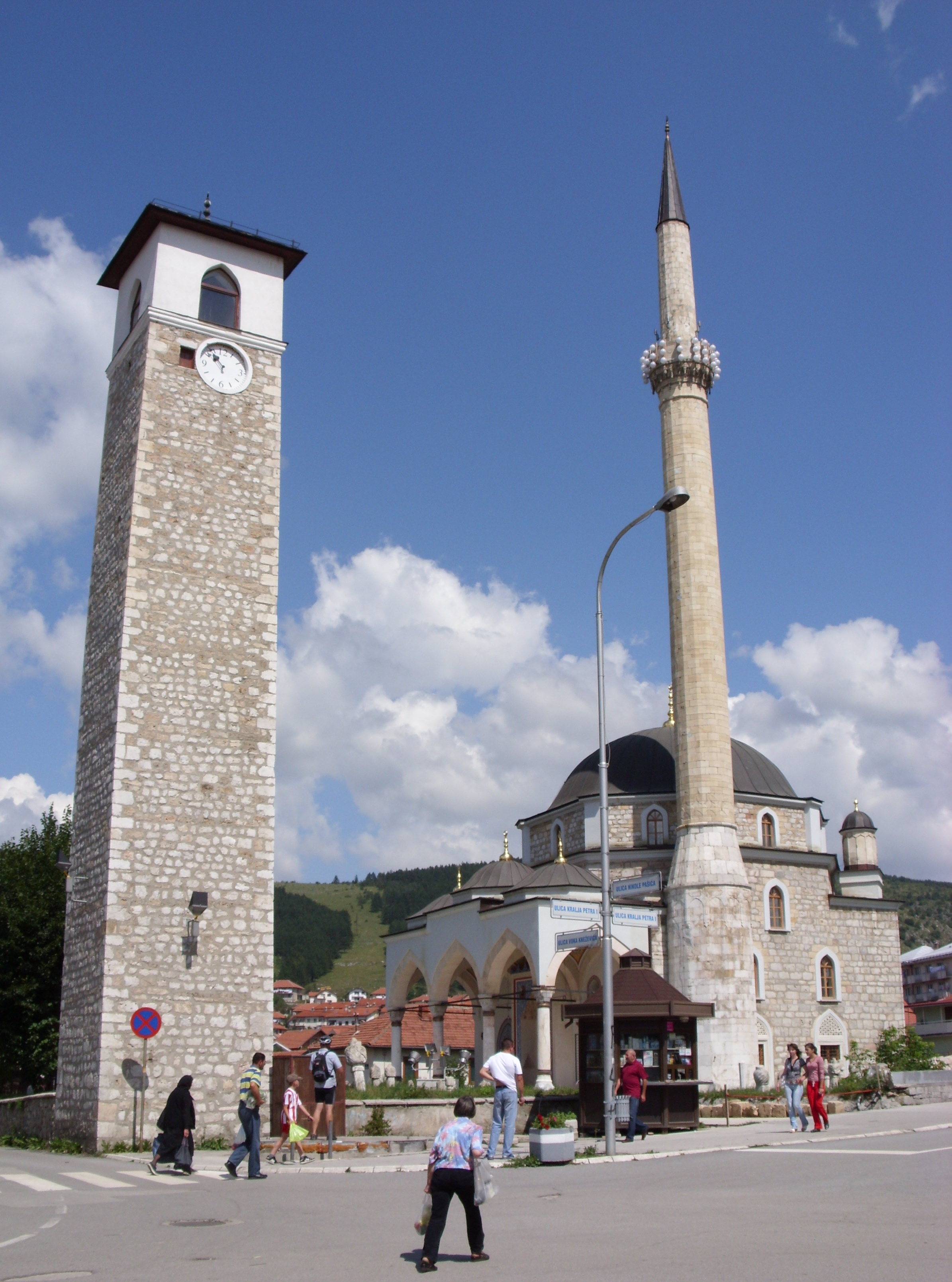
Mešita ve středu města a hodinová věž.
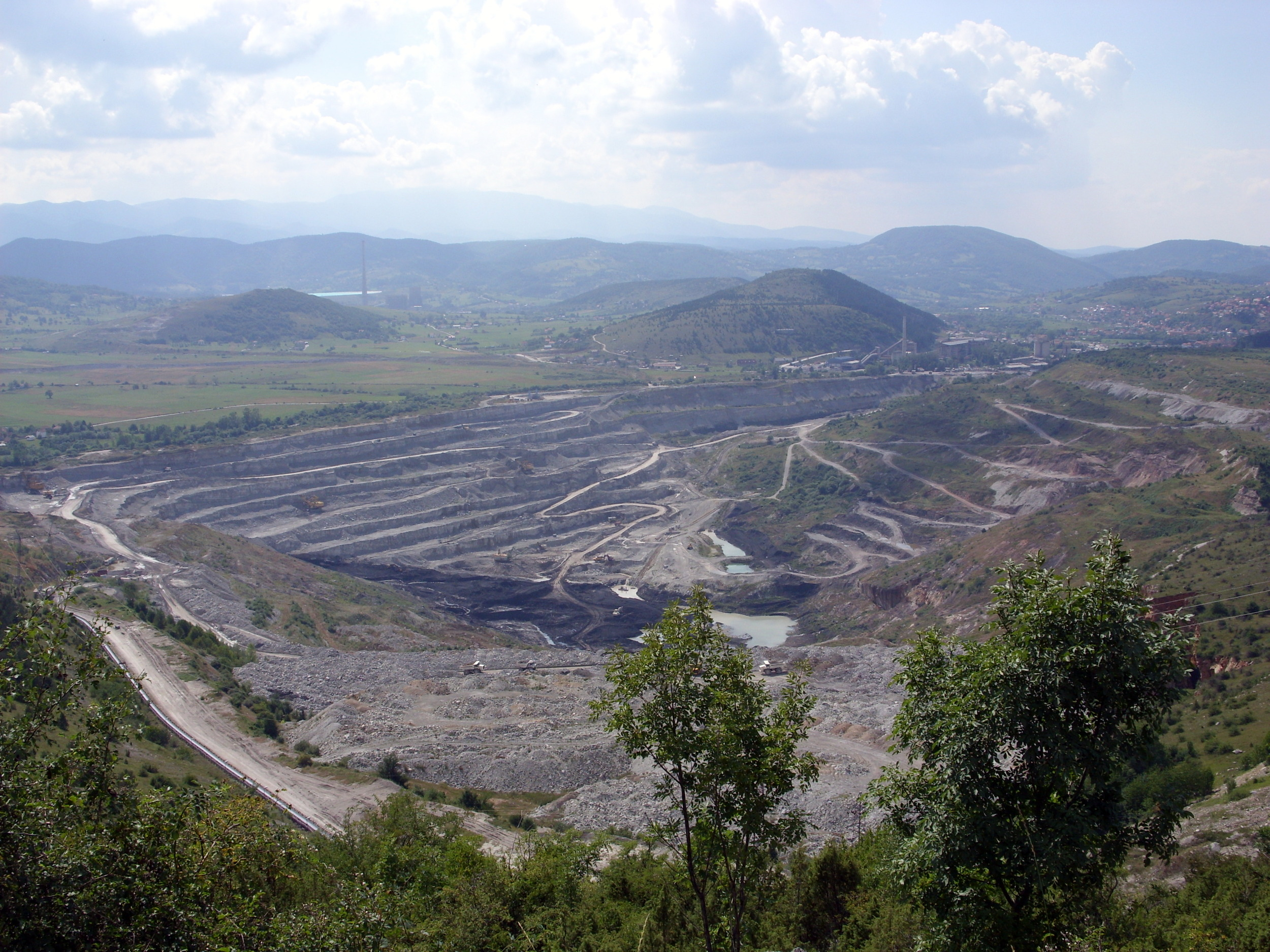
Povrchový důl
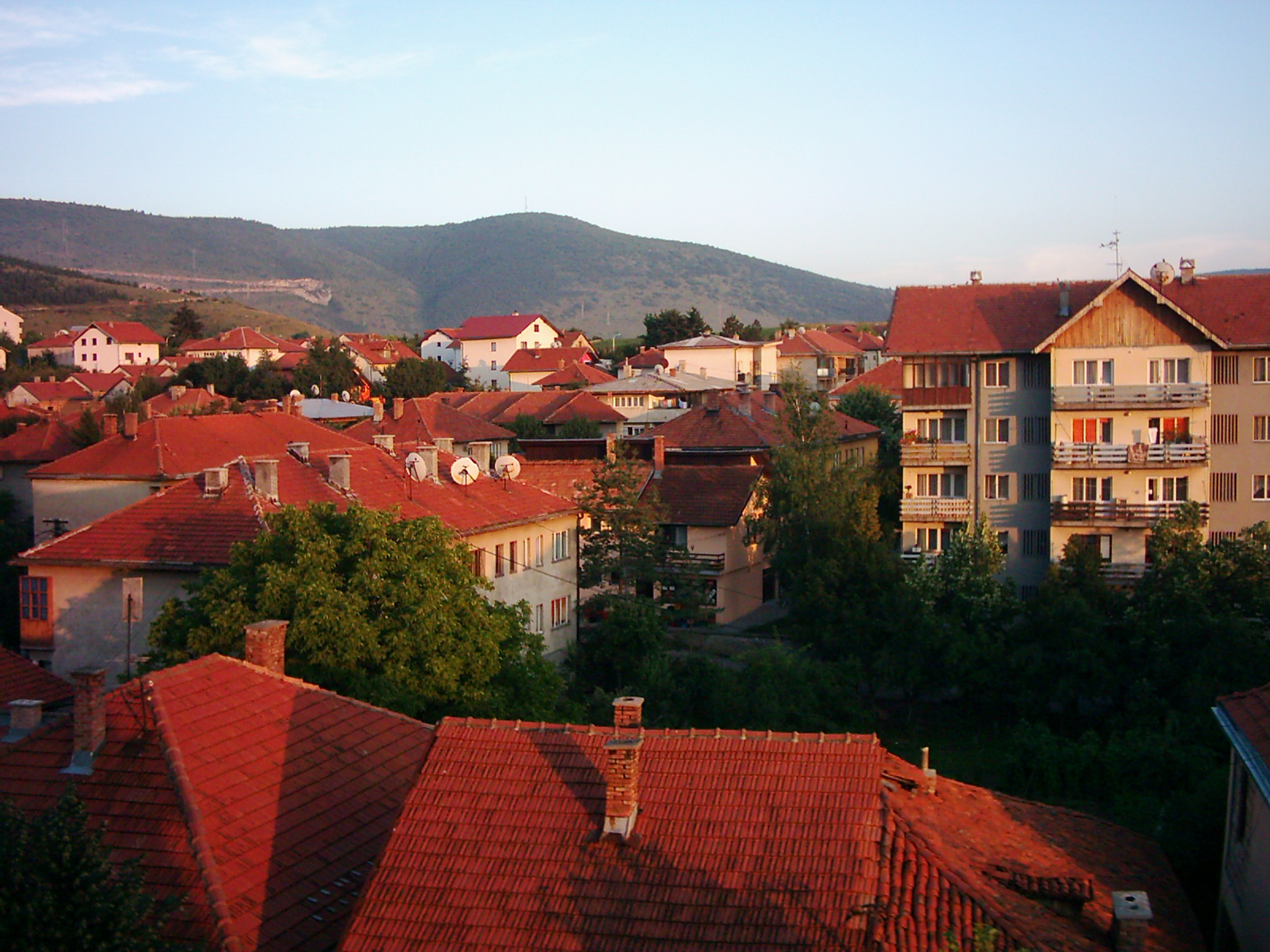
Střechy domů v roce 2005.
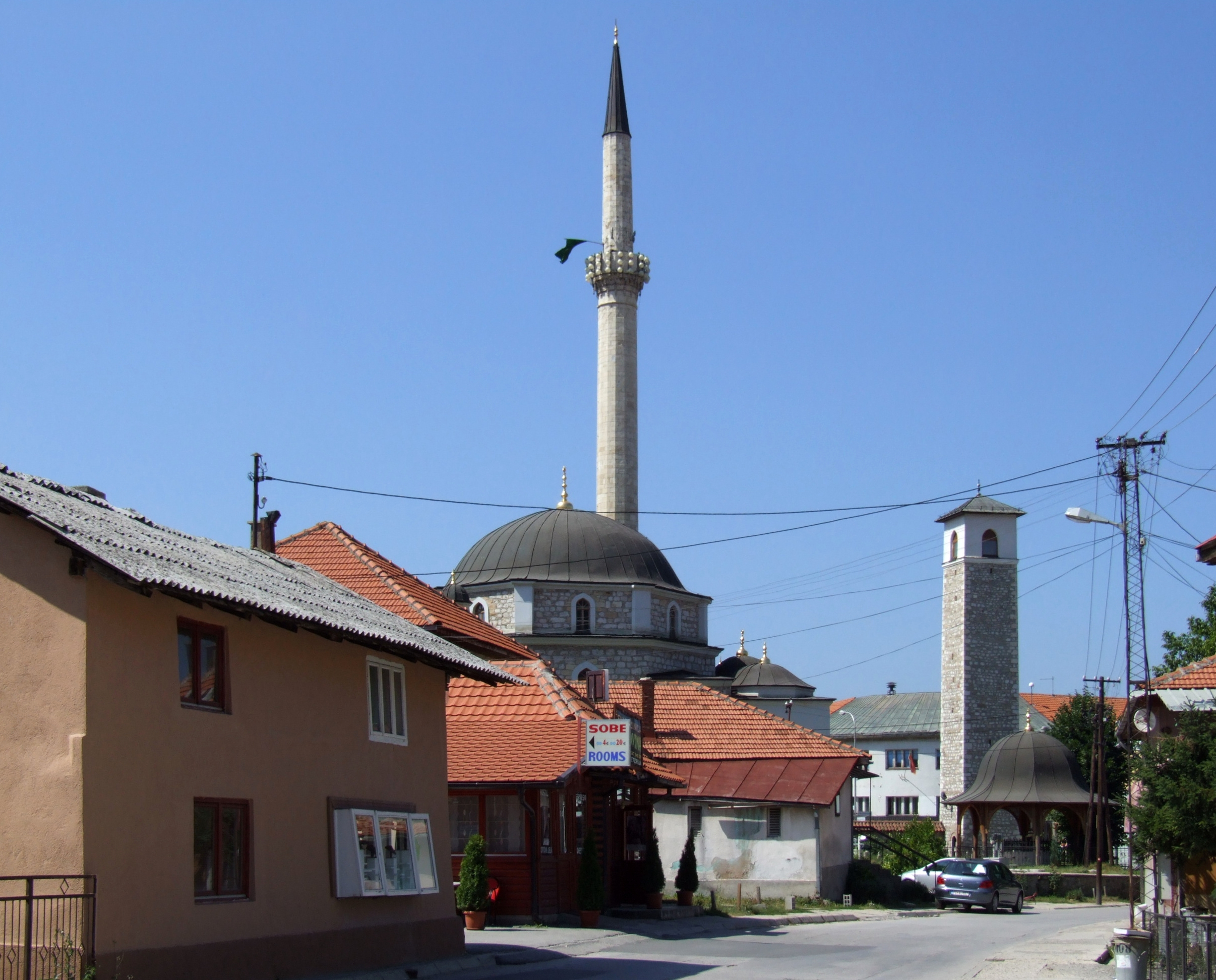
Husein-pašova mešita v centru města.
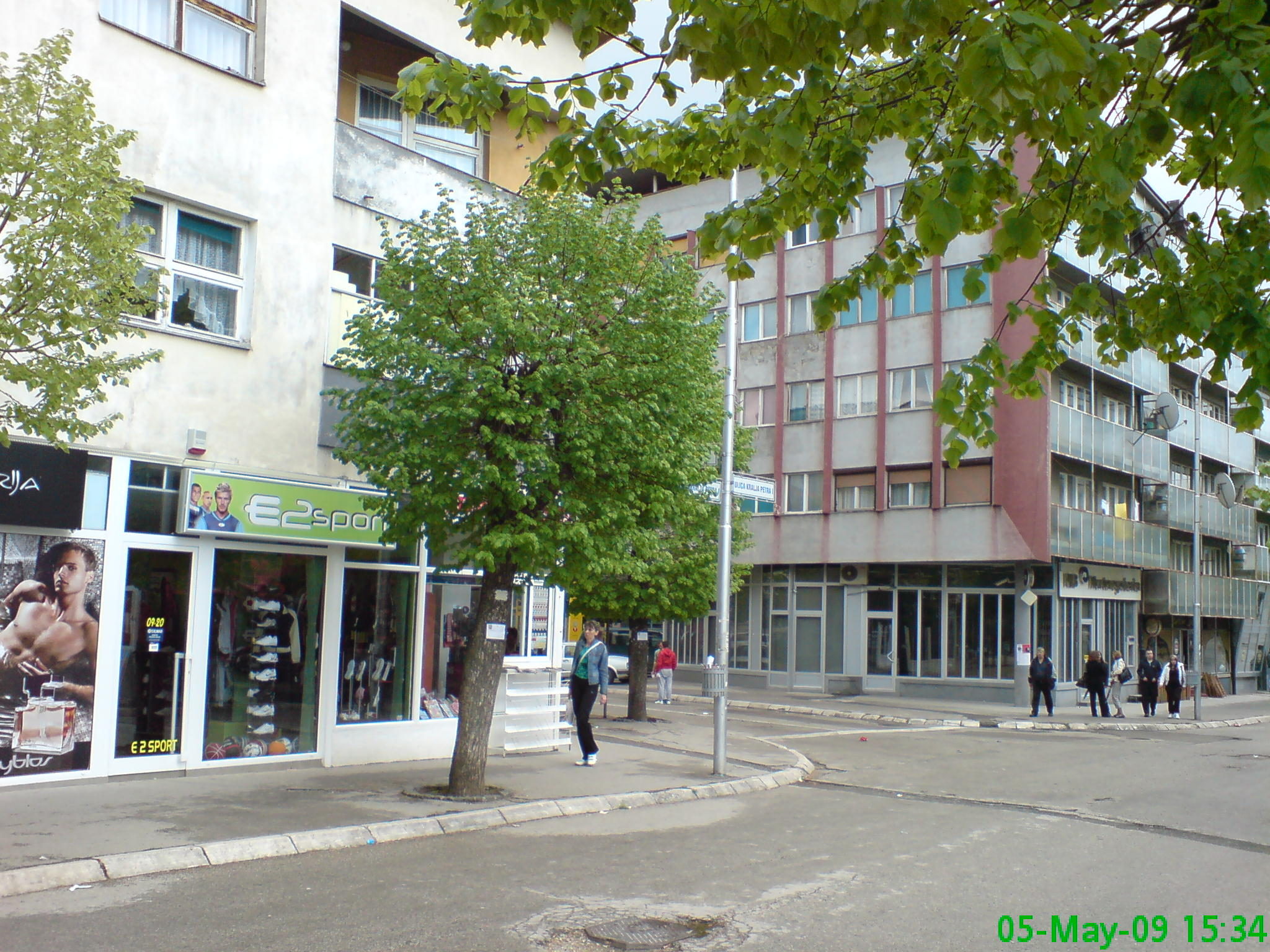
Střed města.

## Obyvatelstvo
Obyvatelstvo Pljevlji je národnostně i nábožensky smíšené. Vzhledem k tomu, že město bylo po dlouhou dobu součást regionu Sandžak, je zde přítomné bosňácké obyvatelstvo, vyznávající islám. Dominantními etniky v Pljevlji jsou Černohorci a Srbové.
V roce 2011 bylo v sčítání lidu deklarováno 57,07 % obyvatel opštiny Pljevlja jako Srbové, 24,34 % Černohorci, 6,91 % obyvatel se prohlásilo za Bosňáky a 5,65 % jako muslimové podle národnosti. Průměrný věk ve městě činí něco okolo 40 let, stejně jako v případě řady dalších měst bývalé Jugoslávie i zde je typický odliv mladšího obyvatelstva do větších měst nebo do zahraničí vzhledem k vysoké míře nezaměstnanosti.

## Doprava
Město je dostupné pouze prostřednictvím hlavních silnic (z Nikšiće, Bijelého Polje, Goražde a Prijepolje). Nejbližší železniční stanice se nachází na železniční trati Bělehrad–Bar ve zmíněném Prijepolji na území Srbska. Budovaná dálnice, která má spojit Srbsko s Černou Horou a nahradit tak Ibarskou magistrálu, Pljevlji zcela obejde.

## Školství
Místní gymnázium bylo založeno v roce 1901. Do té doby probíhaly aktivity vzdělávání při místním klášteru Svaté trojice, který patří Srbské pravoslavné církvi.

## Turistika
Mezi nejvýznamnější památky ve městě patří Husejn-pašova mešita, vybudovaná roku 1569. Její minaret má výšku 42 metrů a patří k nejvyšším své doby v oblasti. Dále je navštěvován zmíněný pravoslavný klášter (monastýr), nebo zbytky římské pevnosti.
Nachází se zde také regionální muzeum (srbsky), které má fond okolo 5000 exponátů.
Na vrcholu senjak jižně od města leží památník padlým bojovníkům (srbsky Spomenik palim borcima) připomínajícím partyzánské vojsko.

## Ekonomika
Hlavní ekonomický význam má místní tepelná elektrárna. Na počátku 20. let 20. století probíhala její modernizace v souvislosti se zavedením technologií šetrnějších k životnímu prostředí.
Jihovýchodně od samotného města se nachází povrchové doly na uhlí. Podle geologického průzkumu se zde nachází ložiska celé řady různých rud a dalších využitelných materiálů. V dole šuplja stijena se také těží zinek a olovo.

## Ostatní instituce
Na severozápadním okraji města je kasárna Vladimíra Kneževiće, kterou využívala Jugoslávská lidová armáda. Výhledově má být ve městě postavena nová nemocnice.

## Sport
Na severním okraji města se nachází sportovní centrum Ada a s řadou sportovišť (tenisové kurty, fotbalové hřiště apod.).

## Známé osobnosti
- Varnava Rosić, bývalý patriarcha Srbské pravoslavné církve.
- Božidar Žugić, partyzán, který vyrůstal v Pljevlji.
- Nenad Peruničić (* 1971), černohorsko-německý házenkář
- Marko Merdović, fotbalista[4]
- Mile Peruničić, účastník balkánských válek a druhé světové války, později politik.[1]